# Suco

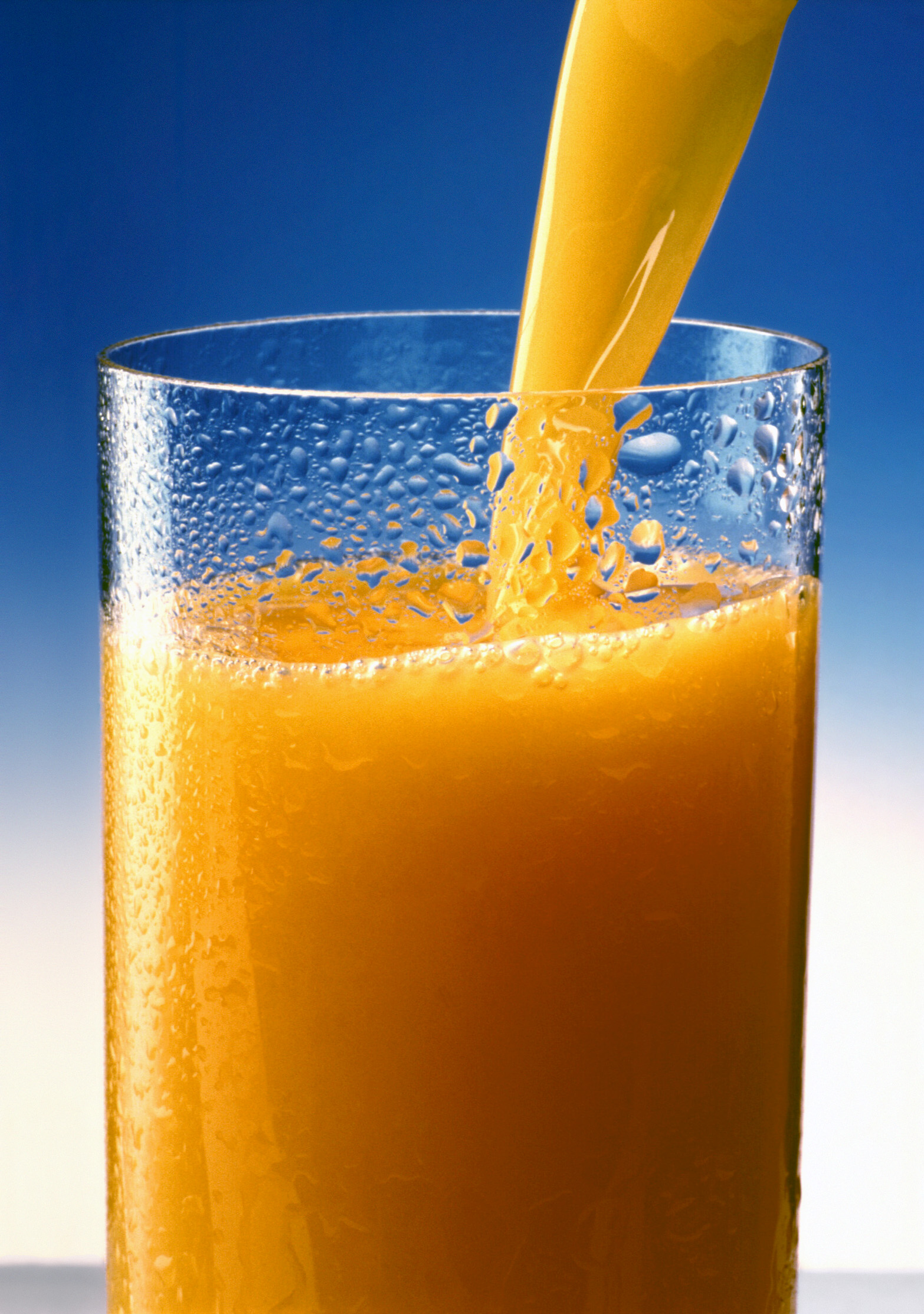
Suco de laranja

Um suco (português brasileiro) ou sumo (português europeu) é uma bebida produzida do líquido extraído de frutas. Além dos frutos, sucos também podem ser obtidos pelo processamento de outras partes dos vegetais, tais como folhas, talos ou raízes. Existe também o suco concentrado, que requer a adição de água para reconstituir o líquido.

## Técnicas de preparo

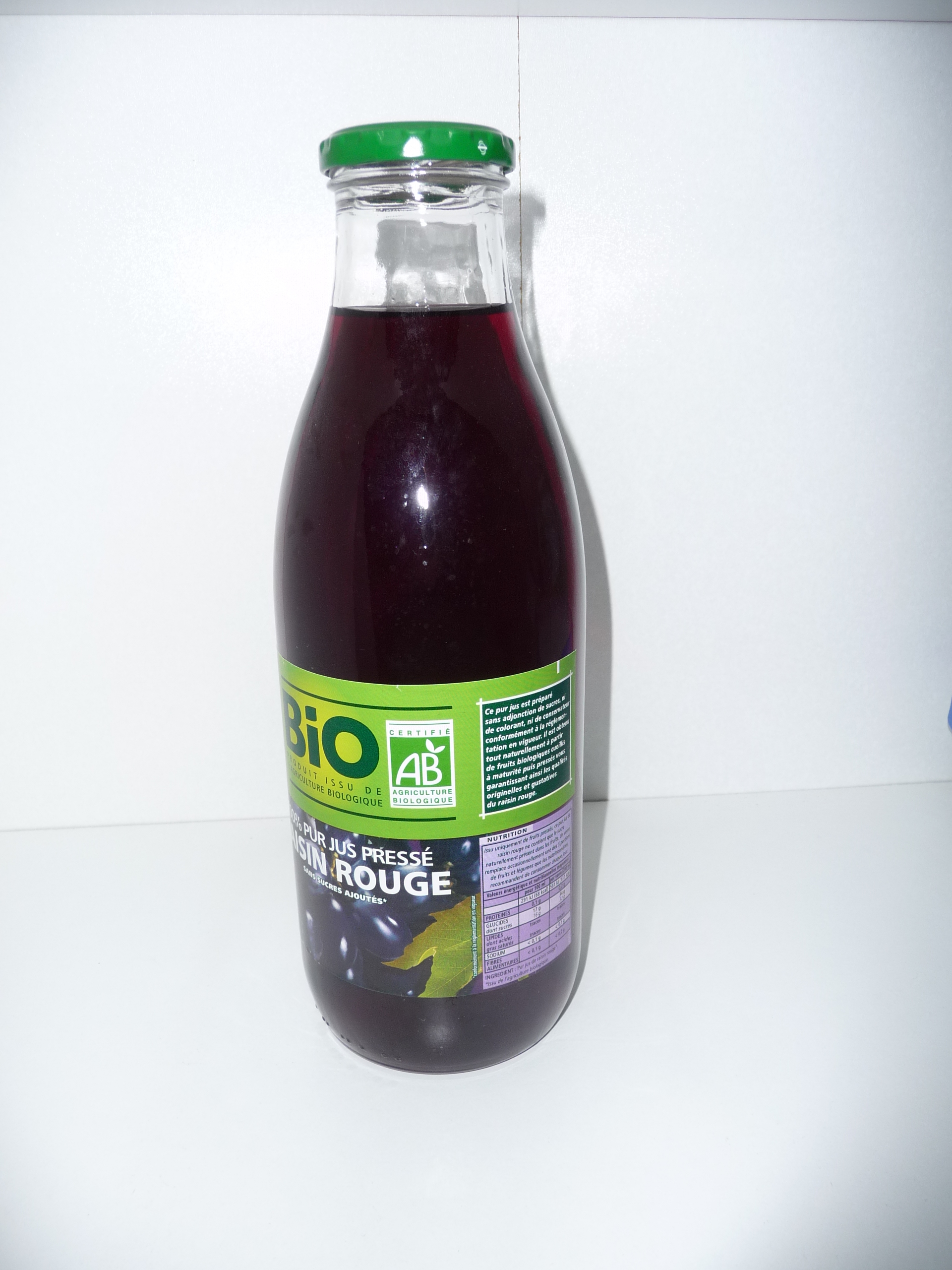
Suco de uva engarrafado

Diversas técnicas podem ser utilizadas para a obtenção de sucos a partir dos vegetais. Frutos ricos em líquidos, como a laranja ou o limão, podem simplesmente ser espremidos de modo a extrair o suco. Sucos de frutos e vegetais mais duros, como a polpa do coco, a maçã ou a pêra, são obtidos por métodos mecânicos.
As principais técnicas de processamento consistem na pasteurização, liofilização, condensação,resfriamento, congelamento; ou ainda, a combinação entre dois ou mais destes processos.

## Nutrição
Os sucos não devem ser vistos como remédios, nem sua ingestão deve ser adotada como método exclusivo no tratamento de enfermidades. Também não deve ser a única fonte de alimentação de uma pessoa, pois são carentes em proteínas e outras substâncias essenciais à manutenção da vida humana. Contudo, os sucos são alimentos puros e muito nutritivos que oferecem ao corpo diversas vitaminas e sais minerais que ele necessita para se manter saudável.
Pesquisas indicam que os sucos de abacaxi e acerola podem, respectivamente, fornecer 6 a 12% da RDA (ingestão diária recomendada) de ferro para as crianças.

### Nutrição infantil
Por serem ricos em sais minerais, vitaminas e possuírem açúcares de fácil absorção, os sucos naturais são considerados como um ótimo aliado da boa nutrição infantil.
Os sucos consistem em ricas fontes de fibras alimentares. A utilização dos sucos de frutas pode garantir o acesso a minerais, vitaminas e fibras, vitais para o desenvolvimento saudável das crianças. Mas deve sempre ser preferido o suco não processado, pois, além de perderem vários nutrientes, os sucos industrializados são ricos em calorias e contêm conservantes e corantes artificiais, que podem causar alergias, gastrite e outras doenças.
Outro aspecto importante é que a ingestão dos sucos de frutas deve ocorrer em, no máximo, 30 minutos depois de serem preparados, para que ele não oxide e perca parte de suas propriedades nutritivas.
Especialistas ressaltam a importância de fornecer sucos às crianças desde antes do primeiro ano de idade, para que elas se acostumem com os sabores das frutas, passando a dar preferência aos sucos em lugar de refrigerantes, que podem ser nocivos à saúde infantil.

## Legislação

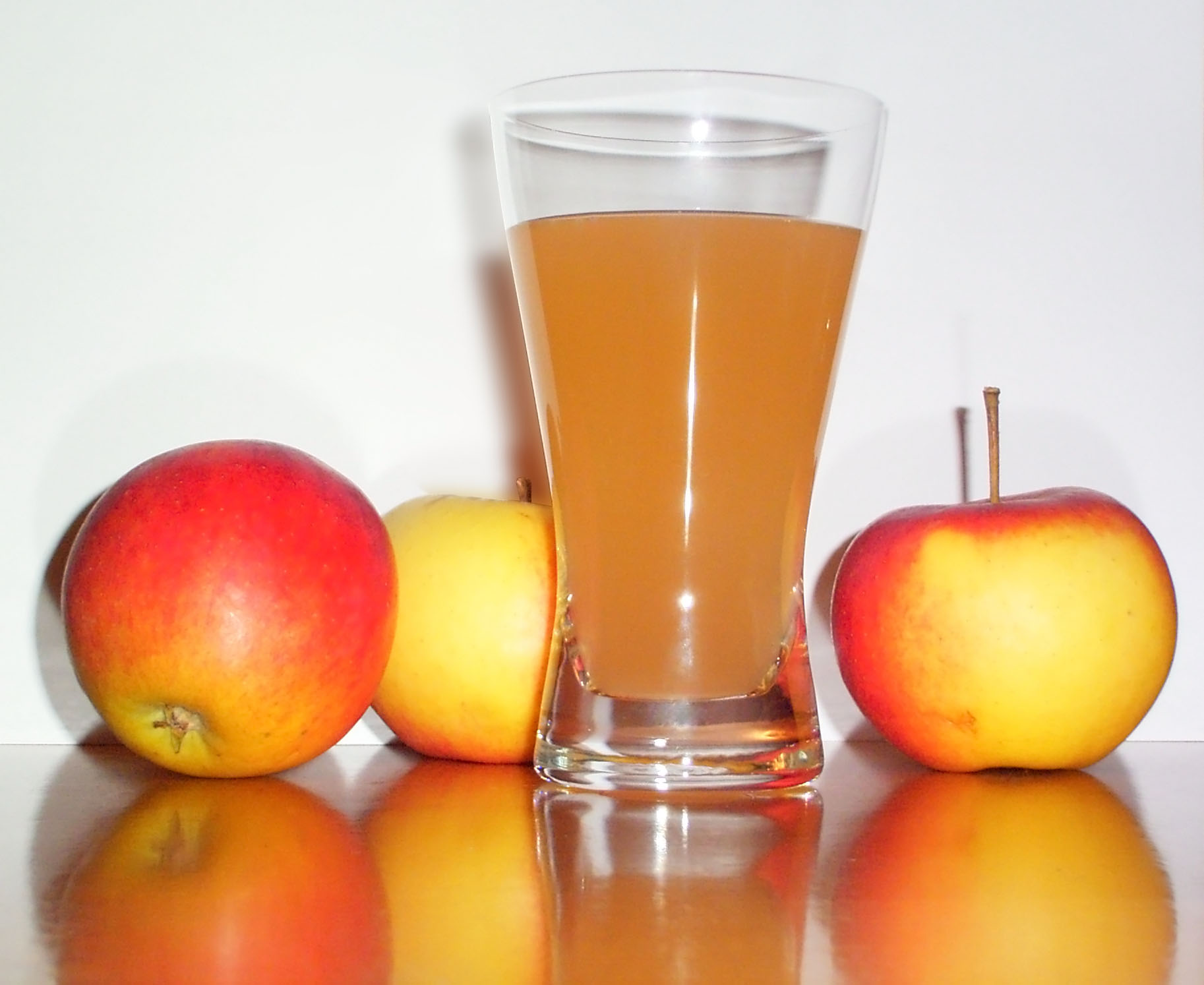
Suco de maçã

### Brasil
Apesar de similares, há uma diferença entre as definições de suco, néctar e refresco, como explicitado a seguir:
- Suco é mais concentrado, integral, com 100 % de fruta. Se contiver açúcar, a quantidade máxima permitida é de 10 % da composição e no rótulo deve haver a frase “suco de fruta adoçado”. Corantes e conservantes não podem ser adicionados ao suco.[11]

Existem algumas exceções a essas regras, como os sucos de frutas tropicais, nos quais a polpa de fruta pode ser diluída em água potável numa proporção mínima de 35 % de polpa, dependendo do sabor.
- Néctar possui uma concentração menor de polpa de fruta em relação ao suco. Esta concentração, nos néctares, varia de 20% a 30% conforme a fruta. E, ao contrário dos sucos, pode receber aditivos, como corantes e conservantes.[11]
- Refresco é uma bebida não gaseificada, não fermentada, obtida pela diluição, em água potável, do suco de fruta, polpa ou extrato vegetal de sua origem, com a adição de açúcares. O teor de fruta varia de 2 a 10%. Não há a obrigatoriedade de haver fruta in natura na composição. Contudo, neste caso, devem estar claras no rótulo as expressões “artificial” e “sabor de”.[11]

O Ministério da Agricultura brasileiro obriga os fabricantes a estamparem no rótulo se a bebida é suco, néctar ou refresco.